# Duda (Fußballspieler, 1980)
Sérgio Paulo Barbosa Valente (* 27. Juni 1980 in Porto), genannt Duda, ist ein ehemaliger portugiesischer Fußballspieler, der zuletzt beim FC Málaga spielte.

## Karriere

### Verein
In der Jugend spielte Duda für Vitória Guimarães. 1999 wechselte er nach Spanien zum FC Cádiz. Von 2001 bis 2006 stand er beim FC Málaga unter Vertrag, wo er in der Saison 2002/03 an UD Levante verliehen war. 2006 wurde Duda vom FC Sevilla verpflichtet. Bei Sevilla erreichte er seinen bisher größten Erfolg: das Finale 2007 um den Europäischen Supercup gegen den AC Mailand, wo er allerdings mit seiner Mannschaft 1:3 unterlag.

### Nationalmannschaft
Von 2007 bis 2010 war Duda Spieler der portugiesischen Nationalmannschaft.